# Heteromysis mexicana
Heteromysis mexicana är en kräftdjursart som beskrevs av Escobar-Briones och Soto 1990. Heteromysis mexicana ingår i släktet Heteromysis och familjen Mysidae. Inga underarter finns listade i Catalogue of Life.